# Bloodsucking Zombies from Outer Space
Die Bloodsucking Zombies from Outer Space oder kurz BZfOS sind eine 2002 gegründete österreichische Punkrock / Shock Rock Band aus Wien.

## Geschichte
Gewöhnlich besingt die Musikgruppe, die sich beeinflusst sieht von Personen wie Tobe Hooper, Lucio Fulci und Dario Argento und Bands wie Nekromantix und Mad Sin, auf humorvolle Weise die Themen und Klischees gängiger Horror-B-Movies (z. B. über Zombies, Mumien und Serienmörder, Friedhofs-Feten-Phantasien oder Draculas Cadillac).
Die Bandmitglieder selbst halten an Pseudonymen und Attitüden fest, was sie auch bei Konzerten der Gruppe verstärkt zum Ausdruck bringen. Laut eigener Aussage stammt die Band vom weit entfernten Planeten Transilvania und kam auf die Erde, um „die Menschen mit der Musik des Bösen, dem Rock'n Roll, zu überfluten und den wohl mit Abstand blutigsten Rock'n Roll zu spielen, den Mutter Erde je erlebt hat.“

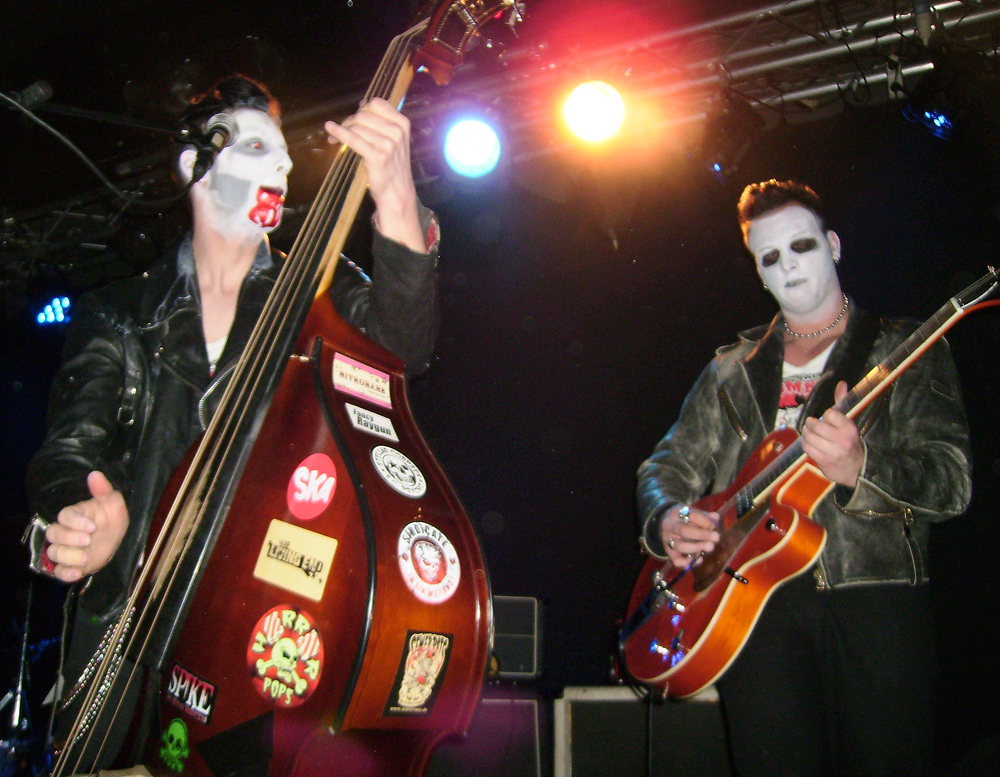
Live in Finnland (2009)

2004 erschien das, bereits von Kritikern mit Wohlwollen aufgenommene, Debütalbum der Bloodsucking Zombies from Outer Space, See You at Disneyland. Der Titel des Albums bezieht sich dabei auf ein Zitat des Serienmörders Richard Ramírez. Das zweite Album, das 2005 erschienene A Night at Grand Guignol, stellt, wie der Titel bereits vermuten lässt, eine Liebeserklärung an das Théâtre du Grand Guignol dar. Zudem befindet sich auf diesem Album The Fairy Tale of Billy the Butcher. Der Text von vier Liedern erzählt die Geschichte dieses fiktiven Serienmörders, während dazwischen ein Erzähler die Geschichte weiterspinnt. Im Frühjahr 2008 ist das dritte Album der Gruppe, Monster Mutant Boogie, erschienen. 2009 veröffentlichte die Band das auf 666 Exemplare limitierte Mini-Album Killer Klowns from Outer Space.
Die bisher erschienenen Alben, veröffentlicht unter dem Horrorpunk-Label Fiend Force Records, erhielten bei Fachzeitschriften gute Kritiken und machten die Gruppe rasch populär. Die ersten beiden Alben wurden von Fiend Force auch als Vinyl-Schallplatten veröffentlicht. Das dritte Album erschien 2010 ebenfalls noch als Schallplatte, jedoch unter dem Label Halb 7. Diese war dabei auf 333 Exemplare limitiert, bot ein Bonuslied und ein neues Artwork. Im Juni 2010 veröffentlichten die Bloodsucking Zombies ihr viertes Studioalbum Return of the Bloodsucking Zombies from Outer Space. Als Kuriosum enthält dieses mit Mörder Blues einen Hidden Track in wienerischem Dialekt.
Im Oktober 2010 erschien das Split-Album Clash of the Monsters mit der Psychobillyband Thee Flanders. Die auf 999 Exemplare limitierte Erstauflage enthält als Bonus zudem eine Live-CD mit Stücken beider Gruppen vom Festival Psychomania Rumble. Im Juni 2011 wurde die EP Mörder Blues veröffentlicht, die Texte sind dabei in wienerischem Dialekt und die Arrangements akustisch. Diese EP erschien zudem in einer limitierten Edition, welche eine einseitig bespielte Schallplatte und die CD enthält. Mit der Mörder-Blues-EP wurde auch der Startschuss zum bandeigenen Label Schlitzer-Pepi Records gegeben.
Zu ihrem 10-jährigen Bestehen 2012 veröffentlichte die Band, noch immer in Originalbesetzung, ihr erstes Best-of-Album, Decade of Decay - Gravest Hits, mit 15 neu eingespielten und zum Teil neu interpretierten Liedern. Am 14. Februar 2014 erschien nach vier Jahren das fünfte Studioalbum mit dem Titel Toxic Terror Trax - Music for the Postapocalypse. Musikalisch zeigt sich die Band darauf auch vielfältiger, mit Anleihen aus Blues und klassischem Rock, Mariachi-Klängen und Keyboardmelodien. Das Cover-Artwork wurde von der Tattoo-Legende Bernie Luther gestaltet.
2015 gewannen sie den Amadeus Austrian Music Award in der Kategorie „Hard & Heavy“. Im September 2015 erschien Mörder Blues 2 - Die Rückkehr der Pompfüneberer. Damit schafften sie es erstmals auch in die österreichischen Charts. 2016 und 2020 waren sie erneut für den Amadeus nominiert.

## Diskografie

### Demos
- 2003:  Eaters of the Dead

### Alben
- 2004: See You at Disneyland
- 2005: A Night at Grand Guignol
- 2008: Monster Mutant Boogie
- 2010: Return of the Bloodsucking Zombies from Outer Space
- 2012: Decade of Decay - Gravest Hits
- 2013: Anatomy of the Dead
- 2014: Toxic Terror Trax: Music for the Post-Apocalypse
- 2015: Mörder Blues 2 - Die Rückkehr der Pompfüneberer

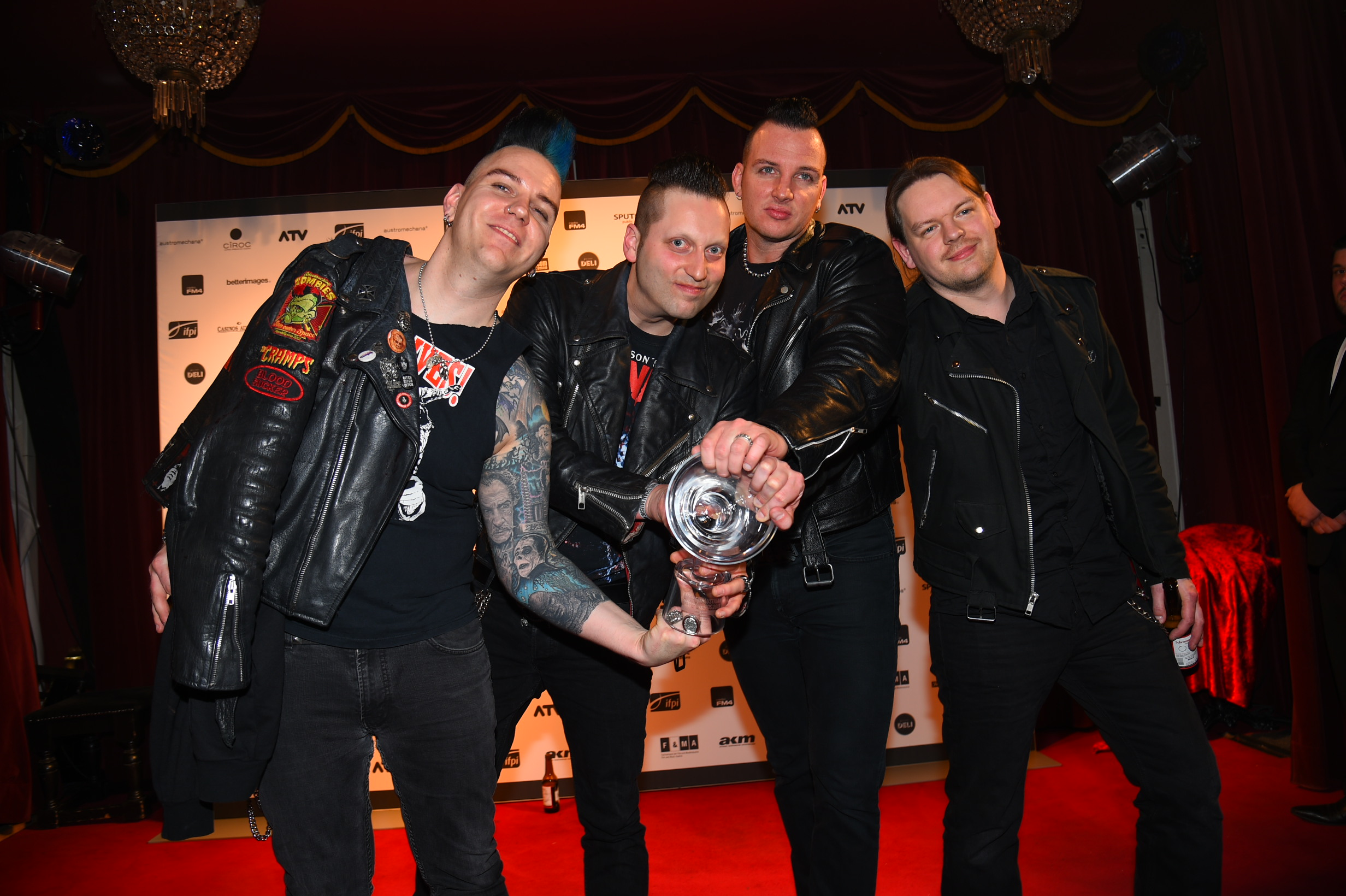
Mit dem Amadeus Austrian Music Award 2015

- 2016: Bloody Unholy Christmas
- 2019: All These Fiendish Things
- 2021: Shock Rock Rebels

### Singles und EPs
- 2005: The Fairy Tale of Billy the Butcher (EP)
- 2009: Killer Klowns from Outer Space
- 2010: Clash of the Monsters (Split-EP mit Thee Flanders)
- 2011: Mörder Blues
- 2014: Trick or Treat (EP)
- 2016: Mr. Barlow (EP)
- 2015: Horrorbilly Since 2002 (Promo-CD)
- 2018: Nice Day for an Exorcism (mit Ouija-Brett)
- 2018: Bela Kiss / Alien Baby
- 2019: Night Flier/ Rainy Season
- 2020: This Night on Halloween
- 2021: MadMan
- 2021: Stop Writing Songs About Your Girlfriend
- 2021: Off With Their Head
- 2021: Teenage Antichrist
- 2021: Pig Hunt
- 2023: Geisterhaus (Mörder Blues III)

### Exklusive Samplerbeiträge
- 2008: Psychobilly Ratpack, Vol. 2
- 2013: We Are Rockers Tribute-Sampler

### Videoalben
- 2010: Anatomy of the Dead: Live at the Anatomietheater Wien Unplugged-Konzert
- 2017: 15 Years of Bloodsucking Zombies from Outer Space: Live in Vienna Halloween 2017

### Musikvideos
- 2004: Moonlight Sonata
- 2006: Reign of Devils
- 2008: Blood on Satan's Claw
- 2008: Monster Mutant Boogie
- 2010: Dr. Freudstein
- 2014: Radio Active
- 2015: Vienna Calling
- 2015: Die singenden Kinder von Hernals
- 2016: Mister Barlow
- 2018: Bela Kiss
- 2019: Night Flier
- 2020: This Night on Halloween
- 2021: MadMan
- 2021: Off With Their Head
- 2021: Teenage Antichrist
- 2021: Pig Hunt

## Auszeichnungen
Amadeus Austrian Music Award
- 2015 ausgezeichnet: Hard & Heavy
- 2016 nominiert: Hard & Heavy
- 2020 nominiert: Hard & Heavy